# 1584 en philosophie
Chronologie de la philosophie
- 1580
- 1581
- 1582
- 1583
- 1584
- 1585
- 1586
- 1587
- 1588

L’année 1584 a été marquée, en philosophie, par les événements suivants :

## Publications
- Giovanni Botero : Del dispregio del mondo libri cinque, Apprsso Francesco & Simon Tini, fratelli, Milan, 1584 (lire en ligne).

- Nicolò Vito di Gozze : Discorsi di Nicolò Gozze (...) sopra Le Metheore di Aristotele (...), Venezia 1584

- Giordano Bruno :  
  - La Cena de le Ceneri (Le Banquet des Cendres) (1584). Texte intégral en italien, Giordano Bruno.info: Download.
  - De la causa, principio, et Uno (1584). Texte intégral en italien, Giordano Bruno.info: Download.
  - De l'infinito universo et Mondi (1584). Texte intégral en italien, Giordano Bruno.info: Download.
  - Spaccio de la Bestia Trionfante (L'expulsion de la bête triomphante) (Londres, 1584), allégorie où il combat la superstition, propose une réformation morale. Texte intégral en italien, Giordano Bruno.info: Download.

## Naissances
- Georg Stengel ou encore Georgio Stengelio, (1584, Augsbourg - 1651, Ingolstadt), philosophe et théologien jésuite allemand.

- 12 février à Anvers : Caspar van Baerle (ou Baarle, latinisé en Barlæus ou Barleus) (mort à Amsterdam le 14 janvier 1648) est un géographe, théologien, poète et historien néerlandais. Il a particulièrement contribué aux connaissances géographiques des pays d'outre-mer, dont le Brésil.